# Max Fellermeier
Max Fellermeier (* 13. Juni 1890 in Buchbach; † 16. August 1982 in Altötting) war ein deutscher Lehrer und Heimatforscher.

## Werdegang
Fellermeier wurde 1945 als kommissarischer Schulrat für den Landkreis Altötting eingesetzt. In dieser Funktion gelang ihm die Neuorganisation des völlig zerrütteten Schulwesens und die Integration der aus allen Gebieten Bayerns zusammengeführten Lehrkräfte.
Daneben war er als Archivpfleger tätig und Gründer und Schriftleiter der Monatsbeilage Heimatland zum Alt-Neuöttinger Anzeiger und zum Burghauser Anzeiger.

## Ehrungen
- 1956: Verdienstkreuz am Bande der Bundesrepublik Deutschland
- 2001: Benennung der Max-Fellermeier-Volksschule in Neuötting